# Antoni Pawłowski (dziennikarz)
Antoni Pawłowski (ur. 22 września 1935 w Proszowicach, zm. 9 lutego 2021 w Kielcach) – polski dziennikarz i działacz sportowy, współautor książek o świętokrzyskim sporcie.

## Życiorys
Pierwszy artykuł dla „Słowa Ludu” napisał w maju 1954 roku. Publikował również w „Echu Dnia” i „Gazecie Wyborczej”. Był także redaktorem naczelnym „Głosu Załogi SHL” oraz współpracownikiem „Tempa” i „Sportu”. Pełnił również funkcję prezesa Okręgowego Związku Koszykówki w Kielcach.
Był polskim korespondentem na czterech igrzyskach olimpijskich: w Rzymie (1960), Monachium (1972), Innsbrucku (1976) i Moskwie (1980).
Współorganizował konkursy dla młodzieży o historii kieleckiej piłki nożnej i historii igrzysk olimpijskich. W latach 2007–2008 prowadził w Radiu Kielce audycje pt. „Historia kieleckiego sportu i Historia Igrzysk Olimpijskich”. W 2009 roku został laureatem Nagrody Miasta Kielce.

## Życie prywatne
Był żonaty z Marią, miał dwóch synów – Marcina (zm. 2004), który również był dziennikarzem, oraz Piotra – trenera koszykówki I klasy. Jego wujkiem był błogosławiony Józef Pawłowski.

## Publikacje
Współautor (wraz z Markiem Michniakiem) książek o historii świętokrzyskiego sportu:
- Z piłką nożną przez Kielecczyznę (Słowo Kibica, 1998)
- Iskra – dumą Kielc (Słowo Kibica, 1999)
- Cykliści z Gór Świętokrzyskich (Słowo Kibica, 2000)
- Świętokrzyski Leksykon Sportowy (Słowo Kibica, 2002)
- 30 lat w Koronie : od „Ludwikowa” do „Kolportera” (Słowo Kibica, 2003)
- Świętokrzyska Encyklopedia Sportu (Słowo Kibica, 2004)
- Od Czwartaków do Korony – Kolportera...: historia piłki nożnej w Kielcach (Agencja Wydawniczo-Usługowa Słowo Kibica, 2006)